# (1062) Ljuba
(1062) Ljuba – planetoida z pasa głównego asteroid okrążająca Słońce w ciągu 5 lat i 84 dni w średniej odległości 3,01 au. Została odkryta 11 października 1925 roku w Obserwatorium Simejiz na górze Koszka na Półwyspie Krymskim przez Siergieja Bielawskiego. Nazwa planetoidy pochodzi od Ljuby Berlin (ros. Любовь Берлин-Шапиро, 1915–1936) – radzieckiej spadochroniarki, która zginęła tragicznie razem z Tamarą Iwanową podczas ćwiczebnego skoku z dużej wysokości z opóźnionym otwarciem spadochronów. Przed nadaniem nazwy planetoida nosiła oznaczenie tymczasowe (1062) 1925 TD.